# Vuelta al País Vasco 2023
Vuelta al País Vasco 2023, znana również jako Itzulia Basque Country 2023 – 62. edycja wyścigu kolarskiego Vuelta al País Vasco, która odbyła się w dniach od 3 do 8 kwietnia 2023 na liczącej ponad 992 kilometry trasie składającej się z 6 etapów, biegnącej z miejscowości Vitoria-Gasteiz do Eibar. Impreza kategorii 2.UWT była częścią UCI World Tour 2023.

## Etapy
| Etap | Data  | Start – Meta                          | type     | Dystans (km) | Suma wzniesień (m) | Zwycięzca etapu  | Lider            |
| ---- | ----- | ------------------------------------- | -------- | ------------ | ------------------ | ---------------- | ---------------- |
| 1    | 3 kwi | Vitoria-Gasteiz – Labastida           | górzysty | 165,4        | 2514 m             | Ethan Hayter     | Ethan Hayter     |
| 2    | 4 kwi | Viana – Leitza                        | górski   | 193,8        | 3261 m             | Ide Schelling    | Ide Schelling    |
| 3    | 5 kwi | Errenteria – Villabona                | górzysty | 153,9        | 2586 m             | Jonas Vingegaard | Jonas Vingegaard |
| 4    | 6 kwi | Santurtzi – Santurtzi                 | górzysty | 175,7        | 3091 m             | Jonas Vingegaard | Jonas Vingegaard |
| 5    | 7 kwi | Amorebieta-Etxano – Amorebieta-Etxano | górski   | 165,9        | 3260 m             | Sergio Higuita   | Jonas Vingegaard |
| 6    | 8 kwi | Eibar – Eibar                         | górski   | 137,8        | 3472 m             | Jonas Vingegaard | Jonas Vingegaard |

## Uczestnicy

### Drużyny
| WorldTeams (18)- AG2R Citroën Team - Alpecin-Deceuninck - Astana Qazaqstan Team - Bahrain Victorious - Bora-Hansgrohe - Cofidis - EF Education-EasyPost - Groupama-FDJ - Ineos Grenadiers - Intermarché-Circus-Wanty - Jumbo-Visma - Movistar Team - Soudal Quick-Step - Arkéa-Samsic - Team Jayco AlUla - Team DSM - Trek-Segafredo - UAE Team Emirates ProTeams (5)- Burgos-BH - Caja Rural-Seguros RGA - Equipo Kern Pharma - Euskaltel-Euskadi - TotalEnergies |
| |

### Lista startowa
| Ineos Grenadiers IGD | Ineos Grenadiers IGD         | Ineos Grenadiers IGD |
| -------------------- | ---------------------------- | -------------------- |
| Nr                   | Kolarz                       | Miejsce              |
| 1                    | Daniel Felipe Martínez (COL) | 34.                  |
| 2                    | Egan Bernal (COL)            | 92.                  |
| 3                    | Jonathan Castroviejo (ESP)   | 48.                  |
| 4                    | Omar Fraile (ESP)            | 55.                  |
| 5                    | Ethan Hayter (GBR)           | 73.                  |
| 6                    | Brandon Rivera (COL)         | DNF-6                |
| 7                    | Lucas Plapp (AUS) (szosa)    | DNF-6                |

| AG2R Citroën Team ACT | AG2R Citroën Team ACT        | AG2R Citroën Team ACT |
| --------------------- | ---------------------------- | --------------------- |
| Nr                    | Kolarz                       | Miejsce               |
| 11                    | Andrea Vendrame (ITA)        | DNF-6                 |
| 12                    | Alex Baudin (FRA)            | OTL-6                 |
| 13                    | Felix Gall (AUT)             | 10.                   |
| 14                    | Jaakko Hänninen (FIN)        | DNS-1                 |
| 15                    | Larry Warbasse (USA)         | 93.                   |
| 16                    | Valentin Paret-Peintre (FRA) | 69.                   |
| 17                    | Nicolas Prodhomme (FRA)      | DNF-6                 |

| Alpecin-Deceuninck ADC | Alpecin-Deceuninck ADC | Alpecin-Deceuninck ADC |
| ---------------------- | ---------------------- | ---------------------- |
| Nr                     | Kolarz                 | Miejsce                |
| 21                     | Stefano Oldani (ITA)   | DNF-4                  |
| 22                     | Tobias Bayer (AUT)     | 88.                    |
| 23                     | Nicola Conci (ITA)     | DNF-5                  |
| 24                     | Quinten Hermans (BEL)  | 52.                    |
| 25                     | Jimmy Janssens (BEL)   | 101.                   |
| 26                     | Oscar Riesebeek (NED)  | DNS-4                  |
| 27                     | Robert Stannard (AUS)  | DNF-5                  |

| Arkéa-Samsic ARK | Arkéa-Samsic ARK          | Arkéa-Samsic ARK |
| ---------------- | ------------------------- | ---------------- |
| Nr               | Kolarz                    | Miejsce          |
| 31               | Cristián Rodríguez (ESP)  | 14.              |
| 32               | Clément Champoussin (FRA) | DNF-6            |
| 33               | Thibault Guernalec (FRA)  | DNF-6            |
| 34               | Simon Guglielmi (FRA)     | 30.              |
| 35               | Michel Ries (LUX)         | 65.              |
| 36               | Alan Riou (FRA)           | DNF-6            |
| 37               | Alessandro Verre (ITA)    | DNF-2            |

| Astana Qazaqstan Team AST | Astana Qazaqstan Team AST | Astana Qazaqstan Team AST |
| ------------------------- | ------------------------- | ------------------------- |
| Nr                        | Kolarz                    | Miejsce                   |
| 41                        | Luis León Sánchez (ESP)   | 22.                       |
| 42                        | Gianni Moscon (ITA)       | DNS-5                     |
| 43                        | David de la Cruz (ESP)    | 31.                       |
| 44                        | Fabio Felline (ITA)       | DNF-5                     |
| 45                        | Andriej Zejc (KAZ)        | 51.                       |
| 46                        | Javier Romo (ESP)         | DNF-3                     |
| 47                        | Christian Scaroni (ITA)   | DNF-4                     |

| Bora-Hansgrohe BOH | Bora-Hansgrohe BOH     | Bora-Hansgrohe BOH |
| ------------------ | ---------------------- | ------------------ |
| Nr                 | Kolarz                 | Miejsce            |
| 51                 | Emanuel Buchmann (GER) | 19.                |
| 52                 | Giovanni Aleotti (ITA) | 59.                |
| 53                 | Sergio Higuita (COL)   | 6.                 |
| 54                 | Luis-Joe Lührs (GER)   | DNF-5              |
| 55                 | Anton Palzer (GER)     | 60.                |
| 56                 | Ide Schelling (NED)    | DNF-6              |
| 57                 | Florian Lipowitz (GER) | 75.                |

| Cofidis COF | Cofidis COF           | Cofidis COF |
| ----------- | --------------------- | ----------- |
| Nr          | Kolarz                | Miejsce     |
| 61          | Ion Izagirre (ESP)    | 3.          |
| 62          | Thomas Champion (FRA) | DNF-6       |
| 63          | Simon Geschke (GER)   | 87.         |
| 64          | José Herrada (ESP)    | 83.         |
| 65          | Jonathan Lastra (ESP) | 35.         |
| 66          | Rémy Rochas (FRA)     | 47.         |
| 67          | Harrison Wood (GBR)   | DNF-3       |

| Team DSM DSM | Team DSM DSM             | Team DSM DSM |
| ------------ | ------------------------ | ------------ |
| Nr           | Kolarz                   | Miejsce      |
| 71           | Florian Stork (GER)      | 38.          |
| 72           | Romain Combaud (FRA)     | 100.         |
| 73           | Matthew Dinham (AUS)     | 84.          |
| 74           | Andreas Leknessund (NOR) | 26.          |
| 75           | Martijn Tusveld (NED)    | 70.          |
| 76           | Harm Vanhoucke (BEL)     | 57.          |
| 77           | Henri Vandenabeele (BEL) | DNF-5        |

| EF Education-EasyPost EFE | EF Education-EasyPost EFE     | EF Education-EasyPost EFE |
| ------------------------- | ----------------------------- | ------------------------- |
| Nr                        | Kolarz                        | Miejsce                   |
| 81                        | Richard Carapaz (ECU) (szosa) | DNF-5                     |
| 82                        | Andrey Amador (CRC)           | 80.                       |
| 83                        | Jonathan Caicedo (ECU)        | 77.                       |
| 84                        | Esteban Chaves (COL) (szosa)  | 12.                       |
| 85                        | Odd Christian Eiking (NOR)    | 46.                       |
| 86                        | Merhawi Kudus (ERI) (szosa)   | 68.                       |
| 87                        | Rigoberto Urán (COL)          | 18.                       |

| Groupama-FDJ GFC | Groupama-FDJ GFC         | Groupama-FDJ GFC |
| ---------------- | ------------------------ | ---------------- |
| Nr               | Kolarz                   | Miejsce          |
| 91               | David Gaudu (FRA)        | 4.               |
| 92               | Bruno Armirail (FRA)     | 61.              |
| 93               | Romain Grégoire (FRA)    | 50.              |
| 94               | Matthieu Ladagnous (FRA) | 97.              |
| 95               | Quentin Pacher (FRA)     | 37.              |
| 96               | Michael Storer (AUS)     | 44.              |
| 97               | Lars van den Berg (NED)  | OTL-6            |

| Intermarché-Circus-Wanty ICW | Intermarché-Circus-Wanty ICW | Intermarché-Circus-Wanty ICW |
| ---------------------------- | ---------------------------- | ---------------------------- |
| Nr                           | Kolarz                       | Miejsce                      |
| 101                          | Rui Costa (POR)              | DNF-6                        |
| 102                          | Lilian Calmejane (FRA)       | 62.                          |
| 103                          | Tom Paquot (BEL)             | DNF-4                        |
| 104                          | Laurens Huys (BEL)           | 42.                          |
| 105                          | Dion Smith (NZL)             | 49.                          |
| 106                          | Rein Taaramäe (EST)          | 15.                          |
| 107                          | Georg Zimmermann (GER)       | 54.                          |

| Team Jayco AlUla JAY | Team Jayco AlUla JAY          | Team Jayco AlUla JAY |
| -------------------- | ----------------------------- | -------------------- |
| Nr                   | Kolarz                        | Miejsce              |
| 111                  | Simon Yates (GBR)             | 9.                   |
| 112                  | Lawson Craddock (USA)         | 76.                  |
| 113                  | Edward Dunbar (IRL)           | 72.                  |
| 114                  | Chris Harper (AUS)            | DNF-6                |
| 115                  | Christopher Juul-Jensen (DEN) | 71.                  |
| 116                  | Jan Maas (NED)                | 89.                  |
| 117                  | Matteo Sobrero (ITA)          | 16.                  |

| Movistar Team MOV | Movistar Team MOV     | Movistar Team MOV |
| ----------------- | --------------------- | ----------------- |
| Nr                | Kolarz                | Miejsce           |
| 121               | Enric Mas (ESP)       | 5.                |
| 122               | Ruben Guerreiro (POR) | 23.               |
| 123               | Alex Aranburu (ESP)   | 36.               |
| 124               | Jorge Arcas (ESP)     | 86.               |
| 125               | Nelson Oliveira (POR) | 33.               |
| 126               | Gonzalo Serrano (ESP) | 79.               |
| 127               | Gorka Izagirre (ESP)  | 41.               |

| Soudal Quick-Step SOQ | Soudal Quick-Step SOQ | Soudal Quick-Step SOQ |
| --------------------- | --------------------- | --------------------- |
| Nr                    | Kolarz                | Miejsce               |
| 131                   | Rémi Cavagna (FRA)    | 63.                   |
| 132                   | Andrea Bagioli (ITA)  | DNF-6                 |
| 133                   | Dries Devenyns (BEL)  | DNF-6                 |
| 134                   | James Knox (GBR)      | 8.                    |
| 135                   | Mauro Schmid (SUI)    | 11.                   |
| 136                   | Martin Svrček (SVK)   | DNF-6                 |
| 137                   | Mattia Cattaneo (ITA) | 25.                   |

| Bahrain Victorious TBV | Bahrain Victorious TBV        | Bahrain Victorious TBV |
| ---------------------- | ----------------------------- | ---------------------- |
| Nr                     | Kolarz                        | Miejsce                |
| 141                    | Mikel Landa (ESP)             | 2.                     |
| 142                    | Pello Bilbao (ESP)            | DNS-2                  |
| 143                    | Yukiya Arashiro (JPN) (szosa) | DNF-6                  |
| 144                    | Rainer Kepplinger (AUT)       | DNF-6                  |
| 145                    | Hermann Pernsteiner (AUT)     | 28.                    |
| 146                    | Jasha Sütterlin (GER)         | DNF-6                  |
| 147                    | Edoardo Zambanini (ITA)       | 67.                    |

| Trek-Segafredo TFS | Trek-Segafredo TFS            | Trek-Segafredo TFS |
| ------------------ | ----------------------------- | ------------------ |
| Nr                 | Kolarz                        | Miejsce            |
| 151                | Tony Gallopin (FRA)           | 40.                |
| 152                | Jon Aberasturi (ESP)          | DNF-6              |
| 153                | Amanuel Ghebreigzabhier (ERI) | 78.                |
| 154                | Mattias Skjelmose (DEN)       | 17.                |
| 155                | Bauke Mollema (NED)           | 43.                |
| 156                | Juan Pedro López (ESP)        | 24.                |
| 157                | Natnael Tesfatsion (ERI)      | DNF-6              |

| Jumbo-Visma TJV | Jumbo-Visma TJV             | Jumbo-Visma TJV |
| --------------- | --------------------------- | --------------- |
| Nr              | Kolarz                      | Miejsce         |
| 161             | Jonas Vingegaard (DEN)      | 1.              |
| 162             | Rohan Dennis (AUS)          | DNF-4           |
| 163             | Lennard Hofstede (NED)      | DNF-6           |
| 164             | Steven Kruijswijk (NED)     | 32.             |
| 165             | Gijs Leemreize (NED)        | 82.             |
| 166             | Sam Oomen (NED)             | 29.             |
| 167             | Attila Valter (HUN) (szosa) | 13.             |

| UAE Team Emirates UAD | UAE Team Emirates UAD             | UAE Team Emirates UAD |
| --------------------- | --------------------------------- | --------------------- |
| Nr                    | Kolarz                            | Miejsce               |
| 171                   | Brandon McNulty (USA)             | 7.                    |
| 172                   | Marc Hirschi (SUI)                | 39.                   |
| 173                   | Davide Formolo (ITA)              | DNF-6                 |
| 174                   | Felix Großschartner (AUT) (szosa) | DNF-6                 |
| 175                   | Michael Vink (NZL)                | 91.                   |
| 176                   | Marc Soler (ESP)                  | DNF-2                 |
| 177                   | Domen Novak (SLO)                 | 98.                   |

| Burgos-BH BBH | Burgos-BH BBH              | Burgos-BH BBH |
| ------------- | -------------------------- | ------------- |
| Nr            | Kolarz                     | Miejsce       |
| 181           | Ander Okamika (ESP)        | 90.           |
| 182           | Andrés Camilo Ardila (COL) | DNF-5         |
| 183           | Antonio Angulo (ESP)       | DNF-6         |
| 184           | José Manuel Díaz (ESP)     | DNF-6         |
| 185           | Jesús Ezquerra (ESP)       | DNS-4         |
| 186           | Victor Langellotti (MON)   | 56.           |
| 187           | Daniel Navarro (ESP)       | DNF-6         |

| Caja Rural-Seguros RGA CJR | Caja Rural-Seguros RGA CJR     | Caja Rural-Seguros RGA CJR |
| -------------------------- | ------------------------------ | -------------------------- |
| Nr                         | Kolarz                         | Miejsce                    |
| 191                        | Jokin Murguialday (ESP)        | DNF-6                      |
| 192                        | Orluis Aular (VEN) (szosa)     | DNS-6                      |
| 193                        | Abel Balderstone (ESP)         | 66.                        |
| 194                        | Jon Barrenetxea (ESP)          | 99.                        |
| 195                        | Jefferson Alveiro Cepeda (ECU) | DNF-6                      |
| 196                        | Joel Nicolau (ESP)             | 102.                       |
| 197                        | Eduard Prades (ESP)            | DNF-5                      |

| Equipo Kern Pharma EKP | Equipo Kern Pharma EKP     | Equipo Kern Pharma EKP |
| ---------------------- | -------------------------- | ---------------------- |
| Nr                     | Kolarz                     | Miejsce                |
| 201                    | Jordi López (ESP)          | 96.                    |
| 202                    | Jon Agirre (ESP)           | DNF-6                  |
| 203                    | Igor Arrieta (ESP)         | 27.                    |
| 204                    | Giovanni Carboni (ITA)     | 74.                    |
| 205                    | Iñigo Elosegui (ESP)       | DNS-6                  |
| 206                    | Carlos García Pierna (ESP) | OTL-6                  |
| 207                    | Ibon Ruiz (ESP)            | 95.                    |

| Euskaltel-Euskadi EUS | Euskaltel-Euskadi EUS  | Euskaltel-Euskadi EUS |
| --------------------- | ---------------------- | --------------------- |
| Nr                    | Kolarz                 | Miejsce               |
| 211                   | Mikel Bizkarra (ESP)   | 21.                   |
| 212                   | Joan Bou (ESP)         | 85.                   |
| 213                   | Carlos Canal (ESP)     | DNF-6                 |
| 214                   | Asier Etxeberria (ESP) | DNF-6                 |
| 215                   | Unai Iribar (ESP)      | 64.                   |
| 216                   | Txomin Juaristi (ESP)  | 81.                   |
| 217                   | Gotzon Martín (ESP)    | 45.                   |

| TotalEnergies TEN | TotalEnergies TEN        | TotalEnergies TEN |
| ----------------- | ------------------------ | ----------------- |
| Nr                | Kolarz                   | Miejsce           |
| 221               | Víctor de la Parte (ESP) | 20.               |
| 222               | Mathieu Burgaudeau (FRA) | 53.               |
| 223               | Jérémy Cabot (FRA)       | 94.               |
| 224               | Steff Cras (BEL)         | DNF-6             |
| 225               | Alan Jousseaume (FRA)    | 58.               |
| 226               | Pierre Latour (FRA)      | DNF-6             |
| 227               | Alexis Vuillermoz (FRA)  | DNF-2             |

| Ineos Grenadiers IGD | Ineos Grenadiers IGD         | Ineos Grenadiers IGD |
| -------------------- | ---------------------------- | -------------------- |
| Nr                   | Kolarz                       | Miejsce              |
| 1                    | Daniel Felipe Martínez (COL) | 34.                  |
| 2                    | Egan Bernal (COL)            | 92.                  |
| 3                    | Jonathan Castroviejo (ESP)   | 48.                  |
| 4                    | Omar Fraile (ESP)            | 55.                  |
| 5                    | Ethan Hayter (GBR)           | 73.                  |
| 6                    | Brandon Rivera (COL)         | DNF-6                |
| 7                    | Lucas Plapp (AUS) (szosa)    | DNF-6                |

| AG2R Citroën Team ACT | AG2R Citroën Team ACT        | AG2R Citroën Team ACT |
| --------------------- | ---------------------------- | --------------------- |
| Nr                    | Kolarz                       | Miejsce               |
| 11                    | Andrea Vendrame (ITA)        | DNF-6                 |
| 12                    | Alex Baudin (FRA)            | OTL-6                 |
| 13                    | Felix Gall (AUT)             | 10.                   |
| 14                    | Jaakko Hänninen (FIN)        | DNS-1                 |
| 15                    | Larry Warbasse (USA)         | 93.                   |
| 16                    | Valentin Paret-Peintre (FRA) | 69.                   |
| 17                    | Nicolas Prodhomme (FRA)      | DNF-6                 |

| Alpecin-Deceuninck ADC | Alpecin-Deceuninck ADC | Alpecin-Deceuninck ADC |
| ---------------------- | ---------------------- | ---------------------- |
| Nr                     | Kolarz                 | Miejsce                |
| 21                     | Stefano Oldani (ITA)   | DNF-4                  |
| 22                     | Tobias Bayer (AUT)     | 88.                    |
| 23                     | Nicola Conci (ITA)     | DNF-5                  |
| 24                     | Quinten Hermans (BEL)  | 52.                    |
| 25                     | Jimmy Janssens (BEL)   | 101.                   |
| 26                     | Oscar Riesebeek (NED)  | DNS-4                  |
| 27                     | Robert Stannard (AUS)  | DNF-5                  |

| Arkéa-Samsic ARK | Arkéa-Samsic ARK          | Arkéa-Samsic ARK |
| ---------------- | ------------------------- | ---------------- |
| Nr               | Kolarz                    | Miejsce          |
| 31               | Cristián Rodríguez (ESP)  | 14.              |
| 32               | Clément Champoussin (FRA) | DNF-6            |
| 33               | Thibault Guernalec (FRA)  | DNF-6            |
| 34               | Simon Guglielmi (FRA)     | 30.              |
| 35               | Michel Ries (LUX)         | 65.              |
| 36               | Alan Riou (FRA)           | DNF-6            |
| 37               | Alessandro Verre (ITA)    | DNF-2            |

| Astana Qazaqstan Team AST | Astana Qazaqstan Team AST | Astana Qazaqstan Team AST |
| ------------------------- | ------------------------- | ------------------------- |
| Nr                        | Kolarz                    | Miejsce                   |
| 41                        | Luis León Sánchez (ESP)   | 22.                       |
| 42                        | Gianni Moscon (ITA)       | DNS-5                     |
| 43                        | David de la Cruz (ESP)    | 31.                       |
| 44                        | Fabio Felline (ITA)       | DNF-5                     |
| 45                        | Andriej Zejc (KAZ)        | 51.                       |
| 46                        | Javier Romo (ESP)         | DNF-3                     |
| 47                        | Christian Scaroni (ITA)   | DNF-4                     |

| Bora-Hansgrohe BOH | Bora-Hansgrohe BOH     | Bora-Hansgrohe BOH |
| ------------------ | ---------------------- | ------------------ |
| Nr                 | Kolarz                 | Miejsce            |
| 51                 | Emanuel Buchmann (GER) | 19.                |
| 52                 | Giovanni Aleotti (ITA) | 59.                |
| 53                 | Sergio Higuita (COL)   | 6.                 |
| 54                 | Luis-Joe Lührs (GER)   | DNF-5              |
| 55                 | Anton Palzer (GER)     | 60.                |
| 56                 | Ide Schelling (NED)    | DNF-6              |
| 57                 | Florian Lipowitz (GER) | 75.                |

| Cofidis COF | Cofidis COF           | Cofidis COF |
| ----------- | --------------------- | ----------- |
| Nr          | Kolarz                | Miejsce     |
| 61          | Ion Izagirre (ESP)    | 3.          |
| 62          | Thomas Champion (FRA) | DNF-6       |
| 63          | Simon Geschke (GER)   | 87.         |
| 64          | José Herrada (ESP)    | 83.         |
| 65          | Jonathan Lastra (ESP) | 35.         |
| 66          | Rémy Rochas (FRA)     | 47.         |
| 67          | Harrison Wood (GBR)   | DNF-3       |

| Team DSM DSM | Team DSM DSM             | Team DSM DSM |
| ------------ | ------------------------ | ------------ |
| Nr           | Kolarz                   | Miejsce      |
| 71           | Florian Stork (GER)      | 38.          |
| 72           | Romain Combaud (FRA)     | 100.         |
| 73           | Matthew Dinham (AUS)     | 84.          |
| 74           | Andreas Leknessund (NOR) | 26.          |
| 75           | Martijn Tusveld (NED)    | 70.          |
| 76           | Harm Vanhoucke (BEL)     | 57.          |
| 77           | Henri Vandenabeele (BEL) | DNF-5        |

| EF Education-EasyPost EFE | EF Education-EasyPost EFE     | EF Education-EasyPost EFE |
| ------------------------- | ----------------------------- | ------------------------- |
| Nr                        | Kolarz                        | Miejsce                   |
| 81                        | Richard Carapaz (ECU) (szosa) | DNF-5                     |
| 82                        | Andrey Amador (CRC)           | 80.                       |
| 83                        | Jonathan Caicedo (ECU)        | 77.                       |
| 84                        | Esteban Chaves (COL) (szosa)  | 12.                       |
| 85                        | Odd Christian Eiking (NOR)    | 46.                       |
| 86                        | Merhawi Kudus (ERI) (szosa)   | 68.                       |
| 87                        | Rigoberto Urán (COL)          | 18.                       |

| Groupama-FDJ GFC | Groupama-FDJ GFC         | Groupama-FDJ GFC |
| ---------------- | ------------------------ | ---------------- |
| Nr               | Kolarz                   | Miejsce          |
| 91               | David Gaudu (FRA)        | 4.               |
| 92               | Bruno Armirail (FRA)     | 61.              |
| 93               | Romain Grégoire (FRA)    | 50.              |
| 94               | Matthieu Ladagnous (FRA) | 97.              |
| 95               | Quentin Pacher (FRA)     | 37.              |
| 96               | Michael Storer (AUS)     | 44.              |
| 97               | Lars van den Berg (NED)  | OTL-6            |

| Intermarché-Circus-Wanty ICW | Intermarché-Circus-Wanty ICW | Intermarché-Circus-Wanty ICW |
| ---------------------------- | ---------------------------- | ---------------------------- |
| Nr                           | Kolarz                       | Miejsce                      |
| 101                          | Rui Costa (POR)              | DNF-6                        |
| 102                          | Lilian Calmejane (FRA)       | 62.                          |
| 103                          | Tom Paquot (BEL)             | DNF-4                        |
| 104                          | Laurens Huys (BEL)           | 42.                          |
| 105                          | Dion Smith (NZL)             | 49.                          |
| 106                          | Rein Taaramäe (EST)          | 15.                          |
| 107                          | Georg Zimmermann (GER)       | 54.                          |

| Team Jayco AlUla JAY | Team Jayco AlUla JAY          | Team Jayco AlUla JAY |
| -------------------- | ----------------------------- | -------------------- |
| Nr                   | Kolarz                        | Miejsce              |
| 111                  | Simon Yates (GBR)             | 9.                   |
| 112                  | Lawson Craddock (USA)         | 76.                  |
| 113                  | Edward Dunbar (IRL)           | 72.                  |
| 114                  | Chris Harper (AUS)            | DNF-6                |
| 115                  | Christopher Juul-Jensen (DEN) | 71.                  |
| 116                  | Jan Maas (NED)                | 89.                  |
| 117                  | Matteo Sobrero (ITA)          | 16.                  |

| Movistar Team MOV | Movistar Team MOV     | Movistar Team MOV |
| ----------------- | --------------------- | ----------------- |
| Nr                | Kolarz                | Miejsce           |
| 121               | Enric Mas (ESP)       | 5.                |
| 122               | Ruben Guerreiro (POR) | 23.               |
| 123               | Alex Aranburu (ESP)   | 36.               |
| 124               | Jorge Arcas (ESP)     | 86.               |
| 125               | Nelson Oliveira (POR) | 33.               |
| 126               | Gonzalo Serrano (ESP) | 79.               |
| 127               | Gorka Izagirre (ESP)  | 41.               |

| Soudal Quick-Step SOQ | Soudal Quick-Step SOQ | Soudal Quick-Step SOQ |
| --------------------- | --------------------- | --------------------- |
| Nr                    | Kolarz                | Miejsce               |
| 131                   | Rémi Cavagna (FRA)    | 63.                   |
| 132                   | Andrea Bagioli (ITA)  | DNF-6                 |
| 133                   | Dries Devenyns (BEL)  | DNF-6                 |
| 134                   | James Knox (GBR)      | 8.                    |
| 135                   | Mauro Schmid (SUI)    | 11.                   |
| 136                   | Martin Svrček (SVK)   | DNF-6                 |
| 137                   | Mattia Cattaneo (ITA) | 25.                   |

| Bahrain Victorious TBV | Bahrain Victorious TBV        | Bahrain Victorious TBV |
| ---------------------- | ----------------------------- | ---------------------- |
| Nr                     | Kolarz                        | Miejsce                |
| 141                    | Mikel Landa (ESP)             | 2.                     |
| 142                    | Pello Bilbao (ESP)            | DNS-2                  |
| 143                    | Yukiya Arashiro (JPN) (szosa) | DNF-6                  |
| 144                    | Rainer Kepplinger (AUT)       | DNF-6                  |
| 145                    | Hermann Pernsteiner (AUT)     | 28.                    |
| 146                    | Jasha Sütterlin (GER)         | DNF-6                  |
| 147                    | Edoardo Zambanini (ITA)       | 67.                    |

| Trek-Segafredo TFS | Trek-Segafredo TFS            | Trek-Segafredo TFS |
| ------------------ | ----------------------------- | ------------------ |
| Nr                 | Kolarz                        | Miejsce            |
| 151                | Tony Gallopin (FRA)           | 40.                |
| 152                | Jon Aberasturi (ESP)          | DNF-6              |
| 153                | Amanuel Ghebreigzabhier (ERI) | 78.                |
| 154                | Mattias Skjelmose (DEN)       | 17.                |
| 155                | Bauke Mollema (NED)           | 43.                |
| 156                | Juan Pedro López (ESP)        | 24.                |
| 157                | Natnael Tesfatsion (ERI)      | DNF-6              |

| Jumbo-Visma TJV | Jumbo-Visma TJV             | Jumbo-Visma TJV |
| --------------- | --------------------------- | --------------- |
| Nr              | Kolarz                      | Miejsce         |
| 161             | Jonas Vingegaard (DEN)      | 1.              |
| 162             | Rohan Dennis (AUS)          | DNF-4           |
| 163             | Lennard Hofstede (NED)      | DNF-6           |
| 164             | Steven Kruijswijk (NED)     | 32.             |
| 165             | Gijs Leemreize (NED)        | 82.             |
| 166             | Sam Oomen (NED)             | 29.             |
| 167             | Attila Valter (HUN) (szosa) | 13.             |

| UAE Team Emirates UAD | UAE Team Emirates UAD             | UAE Team Emirates UAD |
| --------------------- | --------------------------------- | --------------------- |
| Nr                    | Kolarz                            | Miejsce               |
| 171                   | Brandon McNulty (USA)             | 7.                    |
| 172                   | Marc Hirschi (SUI)                | 39.                   |
| 173                   | Davide Formolo (ITA)              | DNF-6                 |
| 174                   | Felix Großschartner (AUT) (szosa) | DNF-6                 |
| 175                   | Michael Vink (NZL)                | 91.                   |
| 176                   | Marc Soler (ESP)                  | DNF-2                 |
| 177                   | Domen Novak (SLO)                 | 98.                   |

| Burgos-BH BBH | Burgos-BH BBH              | Burgos-BH BBH |
| ------------- | -------------------------- | ------------- |
| Nr            | Kolarz                     | Miejsce       |
| 181           | Ander Okamika (ESP)        | 90.           |
| 182           | Andrés Camilo Ardila (COL) | DNF-5         |
| 183           | Antonio Angulo (ESP)       | DNF-6         |
| 184           | José Manuel Díaz (ESP)     | DNF-6         |
| 185           | Jesús Ezquerra (ESP)       | DNS-4         |
| 186           | Victor Langellotti (MON)   | 56.           |
| 187           | Daniel Navarro (ESP)       | DNF-6         |

| Caja Rural-Seguros RGA CJR | Caja Rural-Seguros RGA CJR     | Caja Rural-Seguros RGA CJR |
| -------------------------- | ------------------------------ | -------------------------- |
| Nr                         | Kolarz                         | Miejsce                    |
| 191                        | Jokin Murguialday (ESP)        | DNF-6                      |
| 192                        | Orluis Aular (VEN) (szosa)     | DNS-6                      |
| 193                        | Abel Balderstone (ESP)         | 66.                        |
| 194                        | Jon Barrenetxea (ESP)          | 99.                        |
| 195                        | Jefferson Alveiro Cepeda (ECU) | DNF-6                      |
| 196                        | Joel Nicolau (ESP)             | 102.                       |
| 197                        | Eduard Prades (ESP)            | DNF-5                      |

| Equipo Kern Pharma EKP | Equipo Kern Pharma EKP     | Equipo Kern Pharma EKP |
| ---------------------- | -------------------------- | ---------------------- |
| Nr                     | Kolarz                     | Miejsce                |
| 201                    | Jordi López (ESP)          | 96.                    |
| 202                    | Jon Agirre (ESP)           | DNF-6                  |
| 203                    | Igor Arrieta (ESP)         | 27.                    |
| 204                    | Giovanni Carboni (ITA)     | 74.                    |
| 205                    | Iñigo Elosegui (ESP)       | DNS-6                  |
| 206                    | Carlos García Pierna (ESP) | OTL-6                  |
| 207                    | Ibon Ruiz (ESP)            | 95.                    |

| Euskaltel-Euskadi EUS | Euskaltel-Euskadi EUS  | Euskaltel-Euskadi EUS |
| --------------------- | ---------------------- | --------------------- |
| Nr                    | Kolarz                 | Miejsce               |
| 211                   | Mikel Bizkarra (ESP)   | 21.                   |
| 212                   | Joan Bou (ESP)         | 85.                   |
| 213                   | Carlos Canal (ESP)     | DNF-6                 |
| 214                   | Asier Etxeberria (ESP) | DNF-6                 |
| 215                   | Unai Iribar (ESP)      | 64.                   |
| 216                   | Txomin Juaristi (ESP)  | 81.                   |
| 217                   | Gotzon Martín (ESP)    | 45.                   |

| TotalEnergies TEN | TotalEnergies TEN        | TotalEnergies TEN |
| ----------------- | ------------------------ | ----------------- |
| Nr                | Kolarz                   | Miejsce           |
| 221               | Víctor de la Parte (ESP) | 20.               |
| 222               | Mathieu Burgaudeau (FRA) | 53.               |
| 223               | Jérémy Cabot (FRA)       | 94.               |
| 224               | Steff Cras (BEL)         | DNF-6             |
| 225               | Alan Jousseaume (FRA)    | 58.               |
| 226               | Pierre Latour (FRA)      | DNF-6             |
| 227               | Alexis Vuillermoz (FRA)  | DNF-2             |

Legenda: DNF – nie ukończył etapu, OTL – przekroczył limit czasu, DNS – nie wystartował do etapu, DSQ – zdyskwalifikowany. Numer przy skrócie oznacza etap, na którym kolarz opuścił wyścig.

## Wyniki etapów

### Etap 1
| Vitoria-Gasteiz - Labastida | górzysty | (165,4 km) |

| \| Klasyfikacja etapu \| Klasyfikacja etapu \| Klasyfikacja etapu \| Klasyfikacja etapu \| Klasyfikacja etapu \| \| Kolarz \| Kolarz \| Państwo \| Drużyna \| Czas \| \| ------------------ \| ------------------ \| ------------------ \| ---------------------- \| ------------------ \| \| 1. \| Ethan Hayter \| Wielka Brytania \| Ineos Grenadiers \| 4h 01' 24" \| \| 2. \| Mauro Schmid \| Szwajcaria \| Soudal Quick-Step \| + 0" \| \| 3. \| Jon Aberasturi \| Hiszpania \| Trek-Segafredo \| + 0" \| \| 4. \| Alex Aranburu \| Hiszpania \| Movistar Team \| + 0" \| \| 5. \| Orluis Aular \| Wenezuela \| Caja Rural-Seguros RGA \| + 0" \| \| 6. \| Richard Carapaz \| Ekwador \| EF Education-EasyPost \| + 0" \| \| 7. \| Quinten Hermans \| Belgia \| Alpecin-Deceuninck \| + 0" \| \| 8. \| Gonzalo Serrano \| Hiszpania \| Movistar Team \| + 0" \| \| 9. \| Mattias Skjelmose \| Dania \| Trek-Segafredo \| + 0" \| \| 10. \| Christian Scaroni \| Włochy \| Astana Qazaqstan Team \| + 0" \| |                   |                 |                        |            |
| |                   |                 |                        |            |
| Źródło: ProCyclingStats |                   |                 |                        |            |
| Klasyfikacja etapu |                   |                 |                        |            |
| Kolarz | Kolarz            | Państwo         | Drużyna                | Czas       |
| 1. | Ethan Hayter      | Wielka Brytania | Ineos Grenadiers       | 4h 01' 24" |
| 2. | Mauro Schmid      | Szwajcaria      | Soudal Quick-Step      | + 0"       |
| 3. | Jon Aberasturi    | Hiszpania       | Trek-Segafredo         | + 0"       |
| 4. | Alex Aranburu     | Hiszpania       | Movistar Team          | + 0"       |
| 5. | Orluis Aular      | Wenezuela       | Caja Rural-Seguros RGA | + 0"       |
| 6. | Richard Carapaz   | Ekwador         | EF Education-EasyPost  | + 0"       |
| 7. | Quinten Hermans   | Belgia          | Alpecin-Deceuninck     | + 0"       |
| 8. | Gonzalo Serrano   | Hiszpania       | Movistar Team          | + 0"       |
| 9. | Mattias Skjelmose | Dania           | Trek-Segafredo         | + 0"       |
| 10. | Christian Scaroni | Włochy          | Astana Qazaqstan Team  | + 0"       |

| \| Klasyfikacja generalna \| Klasyfikacja generalna \| Klasyfikacja generalna \| Klasyfikacja generalna \| Klasyfikacja generalna \| \| Kolarz \| Kolarz \| Państwo \| Drużyna \| Czas \| \| ---------------------- \| ---------------------- \| ---------------------- \| ---------------------- \| ---------------------- \| \| 1. \| Ethan Hayter \| Wielka Brytania \| Ineos Grenadiers \| 4h 01' 14" \| \| 2. \| Mauro Schmid \| Szwajcaria \| Soudal Quick-Step \| + 4" \| \| 3. \| Jon Aberasturi \| Hiszpania \| Trek-Segafredo \| + 6" \| \| 4. \| Daniel Felipe Martínez \| Kolumbia \| Ineos Grenadiers \| + 7" \| \| 5. \| Jonas Vingegaard \| Dania \| Jumbo-Visma \| + 8" \| \| 6. \| Marc Soler \| Hiszpania \| UAE Team Emirates \| + 9" \| \| 7. \| Cristián Rodríguez \| Hiszpania \| Arkéa-Samsic \| + 9" \| \| 8. \| Alex Aranburu \| Hiszpania \| Movistar Team \| + 10" \| \| 9. \| Orluis Aular \| Wenezuela \| Caja Rural-Seguros RGA \| + 10" \| \| 10. \| Richard Carapaz \| Ekwador \| EF Education-EasyPost \| + 10" \| |                        |                 |                        |            |
| |                        |                 |                        |            |
| Źródło: ProCyclingStats |                        |                 |                        |            |
| Klasyfikacja generalna |                        |                 |                        |            |
| Kolarz | Kolarz                 | Państwo         | Drużyna                | Czas       |
| 1. | Ethan Hayter           | Wielka Brytania | Ineos Grenadiers       | 4h 01' 14" |
| 2. | Mauro Schmid           | Szwajcaria      | Soudal Quick-Step      | + 4"       |
| 3. | Jon Aberasturi         | Hiszpania       | Trek-Segafredo         | + 6"       |
| 4. | Daniel Felipe Martínez | Kolumbia        | Ineos Grenadiers       | + 7"       |
| 5. | Jonas Vingegaard       | Dania           | Jumbo-Visma            | + 8"       |
| 6. | Marc Soler             | Hiszpania       | UAE Team Emirates      | + 9"       |
| 7. | Cristián Rodríguez     | Hiszpania       | Arkéa-Samsic           | + 9"       |
| 8. | Alex Aranburu          | Hiszpania       | Movistar Team          | + 10"      |
| 9. | Orluis Aular           | Wenezuela       | Caja Rural-Seguros RGA | + 10"      |
| 10. | Richard Carapaz        | Ekwador         | EF Education-EasyPost  | + 10"      |

### Etap 2
| Viana - Leitza | górski | (193,8 km) |

| \| Klasyfikacja etapu \| Klasyfikacja etapu \| Klasyfikacja etapu \| Klasyfikacja etapu \| Klasyfikacja etapu \| \| Kolarz \| Kolarz \| Państwo \| Drużyna \| Czas \| \| ------------------ \| ------------------ \| ------------------ \| --------------------- \| ------------------ \| \| 1. \| Ide Schelling \| Holandia \| Bora-Hansgrohe \| 4h 53' 33" \| \| 2. \| Matteo Sobrero \| Włochy \| Team Jayco AlUla \| + 0" \| \| 3. \| David Gaudu \| Francja \| Groupama-FDJ \| + 0" \| \| 4. \| Alex Aranburu \| Hiszpania \| Movistar Team \| + 0" \| \| 5. \| Brandon McNulty \| Stany Zjednoczone \| UAE Team Emirates \| + 0" \| \| 6. \| Andrea Bagioli \| Włochy \| Soudal Quick-Step \| + 0" \| \| 7. \| Rigoberto Urán \| Kolumbia \| EF Education-EasyPost \| + 0" \| \| 8. \| Christian Scaroni \| Włochy \| Astana Qazaqstan Team \| + 0" \| \| 9. \| Simon Guglielmi \| Francja \| Arkéa-Samsic \| + 0" \| \| 10. \| Ruben Guerreiro \| Portugalia \| Movistar Team \| + 0" \| |                   |                   |                       |            |
| |                   |                   |                       |            |
| Źródło: ProCyclingStats |                   |                   |                       |            |
| Klasyfikacja etapu |                   |                   |                       |            |
| Kolarz | Kolarz            | Państwo           | Drużyna               | Czas       |
| 1. | Ide Schelling     | Holandia          | Bora-Hansgrohe        | 4h 53' 33" |
| 2. | Matteo Sobrero    | Włochy            | Team Jayco AlUla      | + 0"       |
| 3. | David Gaudu       | Francja           | Groupama-FDJ          | + 0"       |
| 4. | Alex Aranburu     | Hiszpania         | Movistar Team         | + 0"       |
| 5. | Brandon McNulty   | Stany Zjednoczone | UAE Team Emirates     | + 0"       |
| 6. | Andrea Bagioli    | Włochy            | Soudal Quick-Step     | + 0"       |
| 7. | Rigoberto Urán    | Kolumbia          | EF Education-EasyPost | + 0"       |
| 8. | Christian Scaroni | Włochy            | Astana Qazaqstan Team | + 0"       |
| 9. | Simon Guglielmi   | Francja           | Arkéa-Samsic          | + 0"       |
| 10. | Ruben Guerreiro   | Portugalia        | Movistar Team         | + 0"       |

| \| Klasyfikacja generalna \| Klasyfikacja generalna \| Klasyfikacja generalna \| Klasyfikacja generalna \| Klasyfikacja generalna \| \| Kolarz \| Kolarz \| Państwo \| Drużyna \| Czas \| \| ---------------------- \| ---------------------- \| ---------------------- \| ---------------------- \| ---------------------- \| \| 1. \| Ide Schelling \| Holandia \| Bora-Hansgrohe \| 8h 54' 47" \| \| 2. \| Matteo Sobrero \| Włochy \| Team Jayco AlUla \| + 4" \| \| 3. \| David Gaudu \| Francja \| Groupama-FDJ \| + 6" \| \| 4. \| Mikel Landa \| Hiszpania \| Bahrain Victorious \| + 7" \| \| 5. \| Jonas Vingegaard \| Dania \| Jumbo-Visma \| + 8" \| \| 6. \| Alex Aranburu \| Hiszpania \| Movistar Team \| + 10" \| \| 7. \| Andrea Bagioli \| Włochy \| Soudal Quick-Step \| + 10" \| \| 8. \| Christian Scaroni \| Włochy \| Astana Qazaqstan Team \| + 10" \| \| 9. \| Mattias Skjelmose \| Dania \| Trek-Segafredo \| + 10" \| \| 10. \| Richard Carapaz \| Ekwador \| EF Education-EasyPost \| + 10" \| |                   |           |                       |            |
| |                   |           |                       |            |
| Źródło: ProCyclingStats |                   |           |                       |            |
| Klasyfikacja generalna |                   |           |                       |            |
| Kolarz | Kolarz            | Państwo   | Drużyna               | Czas       |
| 1. | Ide Schelling     | Holandia  | Bora-Hansgrohe        | 8h 54' 47" |
| 2. | Matteo Sobrero    | Włochy    | Team Jayco AlUla      | + 4"       |
| 3. | David Gaudu       | Francja   | Groupama-FDJ          | + 6"       |
| 4. | Mikel Landa       | Hiszpania | Bahrain Victorious    | + 7"       |
| 5. | Jonas Vingegaard  | Dania     | Jumbo-Visma           | + 8"       |
| 6. | Alex Aranburu     | Hiszpania | Movistar Team         | + 10"      |
| 7. | Andrea Bagioli    | Włochy    | Soudal Quick-Step     | + 10"      |
| 8. | Christian Scaroni | Włochy    | Astana Qazaqstan Team | + 10"      |
| 9. | Mattias Skjelmose | Dania     | Trek-Segafredo        | + 10"      |
| 10. | Richard Carapaz   | Ekwador   | EF Education-EasyPost | + 10"      |

### Etap 3
| Errenteria - Villabona | górzysty | (153,9 km) |

| \| Klasyfikacja etapu \| Klasyfikacja etapu \| Klasyfikacja etapu \| Klasyfikacja etapu \| Klasyfikacja etapu \| \| Kolarz \| Kolarz \| Państwo \| Drużyna \| Czas \| \| ------------------ \| ------------------ \| ------------------ \| ------------------ \| ------------------ \| \| 1. \| Jonas Vingegaard \| Dania \| Jumbo-Visma \| 3h 51' 58" \| \| 2. \| Mikel Landa \| Hiszpania \| Bahrain Victorious \| + 2" \| \| 3. \| Enric Mas \| Hiszpania \| Movistar Team \| + 2" \| \| 4. \| Ion Izagirre \| Hiszpania \| Cofidis \| + 8" \| \| 5. \| David Gaudu \| Francja \| Groupama-FDJ \| + 8" \| \| 6. \| Mattias Skjelmose \| Dania \| Trek-Segafredo \| + 10" \| \| 7. \| Felix Gall \| Austria \| AG2R Citroën Team \| + 12" \| \| 8. \| Andrea Bagioli \| Włochy \| Soudal Quick-Step \| + 13" \| \| 9. \| Simon Yates \| Wielka Brytania \| Team Jayco AlUla \| + 13" \| \| 10. \| Alex Aranburu \| Hiszpania \| Movistar Team \| + 13" \| |                   |                 |                    |            |
| |                   |                 |                    |            |
| Źródło: ProCyclingStats |                   |                 |                    |            |
| Klasyfikacja etapu |                   |                 |                    |            |
| Kolarz | Kolarz            | Państwo         | Drużyna            | Czas       |
| 1. | Jonas Vingegaard  | Dania           | Jumbo-Visma        | 3h 51' 58" |
| 2. | Mikel Landa       | Hiszpania       | Bahrain Victorious | + 2"       |
| 3. | Enric Mas         | Hiszpania       | Movistar Team      | + 2"       |
| 4. | Ion Izagirre      | Hiszpania       | Cofidis            | + 8"       |
| 5. | David Gaudu       | Francja         | Groupama-FDJ       | + 8"       |
| 6. | Mattias Skjelmose | Dania           | Trek-Segafredo     | + 10"      |
| 7. | Felix Gall        | Austria         | AG2R Citroën Team  | + 12"      |
| 8. | Andrea Bagioli    | Włochy          | Soudal Quick-Step  | + 13"      |
| 9. | Simon Yates       | Wielka Brytania | Team Jayco AlUla   | + 13"      |
| 10. | Alex Aranburu     | Hiszpania       | Movistar Team      | + 13"      |

| \| Klasyfikacja generalna \| Klasyfikacja generalna \| Klasyfikacja generalna \| Klasyfikacja generalna \| Klasyfikacja generalna \| \| Kolarz \| Kolarz \| Państwo \| Drużyna \| Czas \| \| ---------------------- \| ---------------------- \| ---------------------- \| ---------------------- \| ---------------------- \| \| 1. \| Jonas Vingegaard \| Dania \| Jumbo-Visma \| 12h 46' 43" \| \| 2. \| Mikel Landa \| Hiszpania \| Bahrain Victorious \| + 5" \| \| 3. \| David Gaudu \| Francja \| Groupama-FDJ \| + 16" \| \| 4. \| Ion Izagirre \| Hiszpania \| Cofidis \| + 20" \| \| 5. \| Enric Mas \| Hiszpania \| Movistar Team \| + 21" \| \| 6. \| Mattias Skjelmose \| Dania \| Trek-Segafredo \| + 22" \| \| 7. \| Matteo Sobrero \| Włochy \| Team Jayco AlUla \| + 23" \| \| 8. \| Alex Aranburu \| Hiszpania \| Movistar Team \| + 25" \| \| 9. \| Andrea Bagioli \| Włochy \| Soudal Quick-Step \| + 25" \| \| 10. \| Rémy Rochas \| Francja \| Cofidis \| + 25" \| |                   |           |                    |             |
| |                   |           |                    |             |
| Źródło: ProCyclingStats |                   |           |                    |             |
| Klasyfikacja generalna |                   |           |                    |             |
| Kolarz | Kolarz            | Państwo   | Drużyna            | Czas        |
| 1. | Jonas Vingegaard  | Dania     | Jumbo-Visma        | 12h 46' 43" |
| 2. | Mikel Landa       | Hiszpania | Bahrain Victorious | + 5"        |
| 3. | David Gaudu       | Francja   | Groupama-FDJ       | + 16"       |
| 4. | Ion Izagirre      | Hiszpania | Cofidis            | + 20"       |
| 5. | Enric Mas         | Hiszpania | Movistar Team      | + 21"       |
| 6. | Mattias Skjelmose | Dania     | Trek-Segafredo     | + 22"       |
| 7. | Matteo Sobrero    | Włochy    | Team Jayco AlUla   | + 23"       |
| 8. | Alex Aranburu     | Hiszpania | Movistar Team      | + 25"       |
| 9. | Andrea Bagioli    | Włochy    | Soudal Quick-Step  | + 25"       |
| 10. | Rémy Rochas       | Francja   | Cofidis            | + 25"       |

### Etap 4
| Santurtzi - Santurtzi | górzysty | (175,7 km) |

| \| Klasyfikacja etapu \| Klasyfikacja etapu \| Klasyfikacja etapu \| Klasyfikacja etapu \| Klasyfikacja etapu \| \| Kolarz \| Kolarz \| Państwo \| Drużyna \| Czas \| \| ------------------ \| ------------------- \| ------------------ \| --------------------- \| ------------------ \| \| 1. \| Jonas Vingegaard \| Dania \| Jumbo-Visma \| 3h 51' 58" \| \| 2. \| Mikel Landa \| Hiszpania \| Bahrain Victorious \| + 0" \| \| 3. \| Mauro Schmid \| Szwajcaria \| Soudal Quick-Step \| + 2" \| \| 4. \| Matteo Sobrero \| Włochy \| Team Jayco AlUla \| + 2" \| \| 5. \| Brandon McNulty \| Stany Zjednoczone \| UAE Team Emirates \| + 2" \| \| 6. \| Rigoberto Urán \| Kolumbia \| EF Education-EasyPost \| + 2" \| \| 7. \| David Gaudu \| Francja \| Groupama-FDJ \| + 2" \| \| 8. \| Felix Gall \| Austria \| AG2R Citroën Team \| + 2" \| \| 9. \| Clément Champoussin \| Francja \| Arkéa-Samsic \| + 2" \| \| 10. \| Mattias Skjelmose \| Dania \| Trek-Segafredo \| + 2" \| |                     |                   |                       |            |
| |                     |                   |                       |            |
| Źródło: ProCyclingStats |                     |                   |                       |            |
| Klasyfikacja etapu |                     |                   |                       |            |
| Kolarz | Kolarz              | Państwo           | Drużyna               | Czas       |
| 1. | Jonas Vingegaard    | Dania             | Jumbo-Visma           | 3h 51' 58" |
| 2. | Mikel Landa         | Hiszpania         | Bahrain Victorious    | + 0"       |
| 3. | Mauro Schmid        | Szwajcaria        | Soudal Quick-Step     | + 2"       |
| 4. | Matteo Sobrero      | Włochy            | Team Jayco AlUla      | + 2"       |
| 5. | Brandon McNulty     | Stany Zjednoczone | UAE Team Emirates     | + 2"       |
| 6. | Rigoberto Urán      | Kolumbia          | EF Education-EasyPost | + 2"       |
| 7. | David Gaudu         | Francja           | Groupama-FDJ          | + 2"       |
| 8. | Felix Gall          | Austria           | AG2R Citroën Team     | + 2"       |
| 9. | Clément Champoussin | Francja           | Arkéa-Samsic          | + 2"       |
| 10. | Mattias Skjelmose   | Dania             | Trek-Segafredo        | + 2"       |

| \| Klasyfikacja generalna \| Klasyfikacja generalna \| Klasyfikacja generalna \| Klasyfikacja generalna \| Klasyfikacja generalna \| \| Kolarz \| Kolarz \| Państwo \| Drużyna \| Czas \| \| ---------------------- \| ---------------------- \| ---------------------- \| ---------------------- \| ---------------------- \| \| 1. \| Jonas Vingegaard \| Dania \| Jumbo-Visma \| 17h 08' 56" \| \| 2. \| Mikel Landa \| Hiszpania \| Bahrain Victorious \| + 12" \| \| 3. \| David Gaudu \| Francja \| Groupama-FDJ \| + 31" \| \| 4. \| Matteo Sobrero \| Włochy \| Team Jayco AlUla \| + 33" \| \| 5. \| Ion Izagirre \| Hiszpania \| Cofidis \| + 33" \| \| 6. \| Enric Mas \| Hiszpania \| Movistar Team \| + 36" \| \| 7. \| Mattias Skjelmose \| Dania \| Trek-Segafredo \| + 37" \| \| 8. \| Brandon McNulty \| Stany Zjednoczone \| UAE Team Emirates \| + 38" \| \| 9. \| Simon Yates \| Wielka Brytania \| Team Jayco AlUla \| + 39" \| \| 10. \| James Knox \| Wielka Brytania \| Soudal Quick-Step \| + 46" \| |                   |                   |                    |             |
| |                   |                   |                    |             |
| Źródło: ProCyclingStats |                   |                   |                    |             |
| Klasyfikacja generalna |                   |                   |                    |             |
| Kolarz | Kolarz            | Państwo           | Drużyna            | Czas        |
| 1. | Jonas Vingegaard  | Dania             | Jumbo-Visma        | 17h 08' 56" |
| 2. | Mikel Landa       | Hiszpania         | Bahrain Victorious | + 12"       |
| 3. | David Gaudu       | Francja           | Groupama-FDJ       | + 31"       |
| 4. | Matteo Sobrero    | Włochy            | Team Jayco AlUla   | + 33"       |
| 5. | Ion Izagirre      | Hiszpania         | Cofidis            | + 33"       |
| 6. | Enric Mas         | Hiszpania         | Movistar Team      | + 36"       |
| 7. | Mattias Skjelmose | Dania             | Trek-Segafredo     | + 37"       |
| 8. | Brandon McNulty   | Stany Zjednoczone | UAE Team Emirates  | + 38"       |
| 9. | Simon Yates       | Wielka Brytania   | Team Jayco AlUla   | + 39"       |
| 10. | James Knox        | Wielka Brytania   | Soudal Quick-Step  | + 46"       |

### Etap 5
| Amorebieta-Etxano - Amorebieta-Etxano | górski | (165,9 km) |

| \| Klasyfikacja etapu \| Klasyfikacja etapu \| Klasyfikacja etapu \| Klasyfikacja etapu \| Klasyfikacja etapu \| \| Kolarz \| Kolarz \| Państwo \| Drużyna \| Czas \| \| ------------------ \| ------------------- \| ------------------ \| ------------------ \| ------------------ \| \| 1. \| Sergio Higuita \| Kolumbia \| Bora-Hansgrohe \| 3h 59' 57" \| \| 2. \| Andrea Bagioli \| Włochy \| Soudal Quick-Step \| + 0" \| \| 3. \| Mattias Skjelmose \| Dania \| Trek-Segafredo \| + 0" \| \| 4. \| Matteo Sobrero \| Włochy \| Team Jayco AlUla \| + 0" \| \| 5. \| Mauro Schmid \| Szwajcaria \| Soudal Quick-Step \| + 0" \| \| 6. \| Clément Champoussin \| Francja \| Arkéa-Samsic \| + 0" \| \| 7. \| Ion Izagirre \| Hiszpania \| Cofidis \| + 0" \| \| 8. \| Felix Gall \| Austria \| AG2R Citroën Team \| + 0" \| \| 9. \| Ruben Guerreiro \| Portugalia \| Movistar Team \| + 0" \| \| 10. \| Jonas Vingegaard \| Dania \| Jumbo-Visma \| + 0" \| |                     |            |                   |            |
| |                     |            |                   |            |
| Źródło: ProCyclingStats |                     |            |                   |            |
| Klasyfikacja etapu |                     |            |                   |            |
| Kolarz | Kolarz              | Państwo    | Drużyna           | Czas       |
| 1. | Sergio Higuita      | Kolumbia   | Bora-Hansgrohe    | 3h 59' 57" |
| 2. | Andrea Bagioli      | Włochy     | Soudal Quick-Step | + 0"       |
| 3. | Mattias Skjelmose   | Dania      | Trek-Segafredo    | + 0"       |
| 4. | Matteo Sobrero      | Włochy     | Team Jayco AlUla  | + 0"       |
| 5. | Mauro Schmid        | Szwajcaria | Soudal Quick-Step | + 0"       |
| 6. | Clément Champoussin | Francja    | Arkéa-Samsic      | + 0"       |
| 7. | Ion Izagirre        | Hiszpania  | Cofidis           | + 0"       |
| 8. | Felix Gall          | Austria    | AG2R Citroën Team | + 0"       |
| 9. | Ruben Guerreiro     | Portugalia | Movistar Team     | + 0"       |
| 10. | Jonas Vingegaard    | Dania      | Jumbo-Visma       | + 0"       |

| \| Klasyfikacja generalna \| Klasyfikacja generalna \| Klasyfikacja generalna \| Klasyfikacja generalna \| Klasyfikacja generalna \| \| Kolarz \| Kolarz \| Państwo \| Drużyna \| Czas \| \| ---------------------- \| ---------------------- \| ---------------------- \| ---------------------- \| ---------------------- \| \| 1. \| Jonas Vingegaard \| Dania \| Jumbo-Visma \| 21h 08' 52" \| \| 2. \| Mikel Landa \| Hiszpania \| Bahrain Victorious \| + 13" \| \| 3. \| Mattias Skjelmose \| Dania \| Trek-Segafredo \| + 32" \| \| 4. \| David Gaudu \| Francja \| Groupama-FDJ \| + 32" \| \| 5. \| Matteo Sobrero \| Włochy \| Team Jayco AlUla \| + 34" \| \| 6. \| Ion Izagirre \| Hiszpania \| Cofidis \| + 34" \| \| 7. \| Enric Mas \| Hiszpania \| Movistar Team \| + 37" \| \| 8. \| Sergio Higuita \| Kolumbia \| Bora-Hansgrohe \| + 38" \| \| 9. \| Brandon McNulty \| Stany Zjednoczone \| UAE Team Emirates \| + 39" \| \| 10. \| Simon Yates \| Wielka Brytania \| Team Jayco AlUla \| + 40" \| |                   |                   |                    |             |
| |                   |                   |                    |             |
| Źródło: ProCyclingStats |                   |                   |                    |             |
| Klasyfikacja generalna |                   |                   |                    |             |
| Kolarz | Kolarz            | Państwo           | Drużyna            | Czas        |
| 1. | Jonas Vingegaard  | Dania             | Jumbo-Visma        | 21h 08' 52" |
| 2. | Mikel Landa       | Hiszpania         | Bahrain Victorious | + 13"       |
| 3. | Mattias Skjelmose | Dania             | Trek-Segafredo     | + 32"       |
| 4. | David Gaudu       | Francja           | Groupama-FDJ       | + 32"       |
| 5. | Matteo Sobrero    | Włochy            | Team Jayco AlUla   | + 34"       |
| 6. | Ion Izagirre      | Hiszpania         | Cofidis            | + 34"       |
| 7. | Enric Mas         | Hiszpania         | Movistar Team      | + 37"       |
| 8. | Sergio Higuita    | Kolumbia          | Bora-Hansgrohe     | + 38"       |
| 9. | Brandon McNulty   | Stany Zjednoczone | UAE Team Emirates  | + 39"       |
| 10. | Simon Yates       | Wielka Brytania   | Team Jayco AlUla   | + 40"       |

### Etap 6
| Eibar - Eibar | górski | (137,8 km) |

| \| Klasyfikacja etapu \| Klasyfikacja etapu \| Klasyfikacja etapu \| Klasyfikacja etapu \| Klasyfikacja etapu \| \| Kolarz \| Kolarz \| Państwo \| Drużyna \| Czas \| \| ------------------ \| ------------------ \| ------------------ \| ------------------ \| ------------------ \| \| 1. \| Jonas Vingegaard \| Dania \| Jumbo-Visma \| 3h 36' 42" \| \| 2. \| James Knox \| Wielka Brytania \| Soudal Quick-Step \| + 47" \| \| 3. \| Ion Izagirre \| Hiszpania \| Cofidis \| + 49" \| \| 4. \| Brandon McNulty \| Stany Zjednoczone \| UAE Team Emirates \| + 49" \| \| 5. \| Sergio Higuita \| Kolumbia \| Bora-Hansgrohe \| + 49" \| \| 6. \| David Gaudu \| Francja \| Groupama-FDJ \| + 49" \| \| 7. \| Mauro Schmid \| Szwajcaria \| Soudal Quick-Step \| + 49" \| \| 8. \| Simon Yates \| Wielka Brytania \| Team Jayco AlUla \| + 49" \| \| 9. \| Enric Mas \| Hiszpania \| Movistar Team \| + 49" \| \| 10. \| Felix Gall \| Austria \| AG2R Citroën Team \| + 49" \| |                  |                   |                   |            |
| |                  |                   |                   |            |
| Źródło: ProCyclingStats |                  |                   |                   |            |
| Klasyfikacja etapu |                  |                   |                   |            |
| Kolarz | Kolarz           | Państwo           | Drużyna           | Czas       |
| 1. | Jonas Vingegaard | Dania             | Jumbo-Visma       | 3h 36' 42" |
| 2. | James Knox       | Wielka Brytania   | Soudal Quick-Step | + 47"      |
| 3. | Ion Izagirre     | Hiszpania         | Cofidis           | + 49"      |
| 4. | Brandon McNulty  | Stany Zjednoczone | UAE Team Emirates | + 49"      |
| 5. | Sergio Higuita   | Kolumbia          | Bora-Hansgrohe    | + 49"      |
| 6. | David Gaudu      | Francja           | Groupama-FDJ      | + 49"      |
| 7. | Mauro Schmid     | Szwajcaria        | Soudal Quick-Step | + 49"      |
| 8. | Simon Yates      | Wielka Brytania   | Team Jayco AlUla  | + 49"      |
| 9. | Enric Mas        | Hiszpania         | Movistar Team     | + 49"      |
| 10. | Felix Gall       | Austria           | AG2R Citroën Team | + 49"      |

## Klasyfikacje

### Klasyfikacja generalna
| \| Klasyfikacja generalna \| Klasyfikacja generalna \| Klasyfikacja generalna \| Klasyfikacja generalna \| Klasyfikacja generalna \| \| Kolarz \| Kolarz \| Państwo \| Drużyna \| Czas \| \| ---------------------- \| ---------------------- \| ---------------------- \| ------------------------ \| ---------------------- \| \| 1. \| Jonas Vingegaard \| Dania \| Jumbo-Visma \| 24h 45' 24" \| \| 2. \| Mikel Landa \| Hiszpania \| Bahrain Victorious \| + 1' 12" \| \| 3. \| Ion Izagirre \| Hiszpania \| Cofidis \| + 1' 29" \| \| 4. \| David Gaudu \| Francja \| Groupama-FDJ \| + 1' 31" \| \| 5. \| Enric Mas \| Hiszpania \| Movistar Team \| + 1' 36" \| \| 6. \| Sergio Higuita \| Kolumbia \| Bora-Hansgrohe \| + 1' 37" \| \| 7. \| Brandon McNulty \| Stany Zjednoczone \| UAE Team Emirates \| + 1' 38" \| \| 8. \| James Knox \| Wielka Brytania \| Soudal Quick-Step \| + 1' 38" \| \| 9. \| Simon Yates \| Wielka Brytania \| Team Jayco AlUla \| + 1' 39" \| \| 10. \| Felix Gall \| Austria \| AG2R Citroën Team \| + 1' 50" \| \| 11. \| Mauro Schmid \| Szwajcaria \| Soudal Quick-Step \| + 2' 36" \| \| 12. \| Esteban Chaves \| Kolumbia \| EF Education-EasyPost \| + 3' 01" \| \| 13. \| Attila Valter \| Węgry \| Jumbo-Visma \| + 3' 13" \| \| 14. \| Cristián Rodríguez \| Hiszpania \| Arkéa-Samsic \| + 3' 23" \| \| 15. \| Rein Taaramäe \| Estonia \| Intermarché-Circus-Wanty \| + 3' 39" \| \| 16. \| Matteo Sobrero \| Włochy \| Team Jayco AlUla \| + 4' 00" \| \| 17. \| Mattias Skjelmose \| Dania \| Trek-Segafredo \| + 4' 43" \| \| 18. \| Rigoberto Urán \| Kolumbia \| EF Education-EasyPost \| + 5' 03" \| \| 19. \| Emanuel Buchmann \| Niemcy \| Bora-Hansgrohe \| + 5' 50" \| \| 20. \| Víctor de la Parte \| Hiszpania \| TotalEnergies \| + 5' 58" \| \| 21. \| Mikel Bizkarra \| Hiszpania \| Euskaltel-Euskadi \| + 6' 11" \| \| 22. \| Luis León Sánchez \| Hiszpania \| Astana Qazaqstan Team \| + 6' 53" \| \| 23. \| Ruben Guerreiro \| Portugalia \| Movistar Team \| + 7' 07" \| \| 24. \| Juan Pedro López \| Hiszpania \| Trek-Segafredo \| + 7' 12" \| \| 25. \| Mattia Cattaneo \| Włochy \| Soudal Quick-Step \| + 7' 20" \| |                    |                   |                          |             |
| |                    |                   |                          |             |
| Źródło: ProCyclingStats |                    |                   |                          |             |
| Klasyfikacja generalna |                    |                   |                          |             |
| Kolarz | Kolarz             | Państwo           | Drużyna                  | Czas        |
| 1. | Jonas Vingegaard   | Dania             | Jumbo-Visma              | 24h 45' 24" |
| 2. | Mikel Landa        | Hiszpania         | Bahrain Victorious       | + 1' 12"    |
| 3. | Ion Izagirre       | Hiszpania         | Cofidis                  | + 1' 29"    |
| 4. | David Gaudu        | Francja           | Groupama-FDJ             | + 1' 31"    |
| 5. | Enric Mas          | Hiszpania         | Movistar Team            | + 1' 36"    |
| 6. | Sergio Higuita     | Kolumbia          | Bora-Hansgrohe           | + 1' 37"    |
| 7. | Brandon McNulty    | Stany Zjednoczone | UAE Team Emirates        | + 1' 38"    |
| 8. | James Knox         | Wielka Brytania   | Soudal Quick-Step        | + 1' 38"    |
| 9. | Simon Yates        | Wielka Brytania   | Team Jayco AlUla         | + 1' 39"    |
| 10. | Felix Gall         | Austria           | AG2R Citroën Team        | + 1' 50"    |
| 11. | Mauro Schmid       | Szwajcaria        | Soudal Quick-Step        | + 2' 36"    |
| 12. | Esteban Chaves     | Kolumbia          | EF Education-EasyPost    | + 3' 01"    |
| 13. | Attila Valter      | Węgry             | Jumbo-Visma              | + 3' 13"    |
| 14. | Cristián Rodríguez | Hiszpania         | Arkéa-Samsic             | + 3' 23"    |
| 15. | Rein Taaramäe      | Estonia           | Intermarché-Circus-Wanty | + 3' 39"    |
| 16. | Matteo Sobrero     | Włochy            | Team Jayco AlUla         | + 4' 00"    |
| 17. | Mattias Skjelmose  | Dania             | Trek-Segafredo           | + 4' 43"    |
| 18. | Rigoberto Urán     | Kolumbia          | EF Education-EasyPost    | + 5' 03"    |
| 19. | Emanuel Buchmann   | Niemcy            | Bora-Hansgrohe           | + 5' 50"    |
| 20. | Víctor de la Parte | Hiszpania         | TotalEnergies            | + 5' 58"    |
| 21. | Mikel Bizkarra     | Hiszpania         | Euskaltel-Euskadi        | + 6' 11"    |
| 22. | Luis León Sánchez  | Hiszpania         | Astana Qazaqstan Team    | + 6' 53"    |
| 23. | Ruben Guerreiro    | Portugalia        | Movistar Team            | + 7' 07"    |
| 24. | Juan Pedro López   | Hiszpania         | Trek-Segafredo           | + 7' 12"    |
| 25. | Mattia Cattaneo    | Włochy            | Soudal Quick-Step        | + 7' 20"    |

| Klasyfikacja punktowa | Klasyfikacja punktowa | Klasyfikacja punktowa | Klasyfikacja punktowa | Klasyfikacja punktowa |
| Kolarz                | Kolarz                | Państwo               | Drużyna               | Punkty                |
| --------------------- | --------------------- | --------------------- | --------------------- | --------------------- |
| 1.                    | Jonas Vingegaard      | Dania                 | Jumbo-Visma           | 102 pkt               |
| 2.                    | Mauro Schmid          | Szwajcaria            | Soudal Quick-Step     | 67 pkt                |
| 3.                    | Mikel Landa           | Hiszpania             | Bahrain Victorious    | 55 pkt                |
| 4.                    | Ion Izagirre          | Hiszpania             | Cofidis               | 51 pkt                |
| 5.                    | Matteo Sobrero        | Włochy                | Team Jayco AlUla      | 51 pkt                |
| 6.                    | Mattias Skjelmose     | Dania                 | Trek-Segafredo        | 50 pkt                |
| 7.                    | Brandon McNulty       | Stany Zjednoczone     | UAE Team Emirates     | 48 pkt                |
| 8.                    | David Gaudu           | Francja               | Groupama-FDJ          | 47 pkt                |
| 9.                    | Sergio Higuita        | Kolumbia              | Bora-Hansgrohe        | 44 pkt                |
| 10.                   | Alex Aranburu         | Hiszpania             | Movistar Team         | 34 pkt                |

| Klasyfikacja punktowa | Klasyfikacja punktowa | Klasyfikacja punktowa | Klasyfikacja punktowa | Klasyfikacja punktowa |
| Kolarz                | Kolarz                | Państwo               | Drużyna               | Punkty                |
| --------------------- | --------------------- | --------------------- | --------------------- | --------------------- |
| 1.                    | Jonas Vingegaard      | Dania                 | Jumbo-Visma           | 102 pkt               |
| 2.                    | Mauro Schmid          | Szwajcaria            | Soudal Quick-Step     | 67 pkt                |
| 3.                    | Mikel Landa           | Hiszpania             | Bahrain Victorious    | 55 pkt                |
| 4.                    | Ion Izagirre          | Hiszpania             | Cofidis               | 51 pkt                |
| 5.                    | Matteo Sobrero        | Włochy                | Team Jayco AlUla      | 51 pkt                |
| 6.                    | Mattias Skjelmose     | Dania                 | Trek-Segafredo        | 50 pkt                |
| 7.                    | Brandon McNulty       | Stany Zjednoczone     | UAE Team Emirates     | 48 pkt                |
| 8.                    | David Gaudu           | Francja               | Groupama-FDJ          | 47 pkt                |
| 9.                    | Sergio Higuita        | Kolumbia              | Bora-Hansgrohe        | 44 pkt                |
| 10.                   | Alex Aranburu         | Hiszpania             | Movistar Team         | 34 pkt                |

| Klasyfikacja górska | Klasyfikacja górska | Klasyfikacja górska | Klasyfikacja górska      | Klasyfikacja górska |
| Kolarz              | Kolarz              | Państwo             | Drużyna                  | Punkty              |
| ------------------- | ------------------- | ------------------- | ------------------------ | ------------------- |
| 1.                  | Jon Barrenetxea     | Hiszpania           | Caja Rural-Seguros RGA   | 35 pkt              |
| 2.                  | Esteban Chaves      | Kolumbia            | EF Education-EasyPost    | 27 pkt              |
| 3.                  | Ruben Guerreiro     | Portugalia          | Movistar Team            | 25 pkt              |
| 4.                  | Jonas Vingegaard    | Dania               | Jumbo-Visma              | 19 pkt              |
| 5.                  | Steven Kruijswijk   | Holandia            | Jumbo-Visma              | 18 pkt              |
| 6.                  | Rémi Cavagna        | Francja             | Soudal Quick-Step        | 18 pkt              |
| 7.                  | Mattia Cattaneo     | Włochy              | Soudal Quick-Step        | 14 pkt              |
| 8.                  | Alan Jousseaume     | Francja             | TotalEnergies            | 11 pkt              |
| 9.                  | Georg Zimmermann    | Niemcy              | Intermarché-Circus-Wanty | 10 pkt              |
| 10.                 | Mikel Landa         | Hiszpania           | Bahrain Victorious       | 8 pkt               |

| Klasyfikacja górska | Klasyfikacja górska | Klasyfikacja górska | Klasyfikacja górska      | Klasyfikacja górska |
| Kolarz              | Kolarz              | Państwo             | Drużyna                  | Punkty              |
| ------------------- | ------------------- | ------------------- | ------------------------ | ------------------- |
| 1.                  | Jon Barrenetxea     | Hiszpania           | Caja Rural-Seguros RGA   | 35 pkt              |
| 2.                  | Esteban Chaves      | Kolumbia            | EF Education-EasyPost    | 27 pkt              |
| 3.                  | Ruben Guerreiro     | Portugalia          | Movistar Team            | 25 pkt              |
| 4.                  | Jonas Vingegaard    | Dania               | Jumbo-Visma              | 19 pkt              |
| 5.                  | Steven Kruijswijk   | Holandia            | Jumbo-Visma              | 18 pkt              |
| 6.                  | Rémi Cavagna        | Francja             | Soudal Quick-Step        | 18 pkt              |
| 7.                  | Mattia Cattaneo     | Włochy              | Soudal Quick-Step        | 14 pkt              |
| 8.                  | Alan Jousseaume     | Francja             | TotalEnergies            | 11 pkt              |
| 9.                  | Georg Zimmermann    | Niemcy              | Intermarché-Circus-Wanty | 10 pkt              |
| 10.                 | Mikel Landa         | Hiszpania           | Bahrain Victorious       | 8 pkt               |

| Klasyfikacja młodzieżowa | Klasyfikacja młodzieżowa | Klasyfikacja młodzieżowa | Klasyfikacja młodzieżowa | Klasyfikacja młodzieżowa |
| Kolarz                   | Kolarz                   | Państwo                  | Drużyna                  | Czas                     |
| ------------------------ | ------------------------ | ------------------------ | ------------------------ | ------------------------ |
| 1.                       | Brandon McNulty          | Stany Zjednoczone        | UAE Team Emirates        | 24h 47' 02"              |
| 2.                       | Felix Gall               | Austria                  | AG2R Citroën Team        | + 12"                    |
| 3.                       | Mauro Schmid             | Szwajcaria               | Soudal Quick-Step        | + 58"                    |
| 4.                       | Attila Valter            | Węgry                    | Jumbo-Visma              | + 1' 35"                 |
| 5.                       | Mattias Skjelmose        | Dania                    | Trek-Segafredo           | + 3' 05"                 |
| 6.                       | Andreas Leknessund       | Norwegia                 | Team DSM                 | + 6' 06"                 |
| 7.                       | Igor Arrieta             | Hiszpania                | Equipo Kern Pharma       | + 6' 20"                 |
| 8.                       | Marc Hirschi             | Szwajcaria               | UAE Team Emirates        | + 14' 42"                |
| 9.                       | Laurens Huys             | Belgia                   | Intermarché-Circus-Wanty | + 18' 04"                |
| 10.                      | Romain Grégoire          | Francja                  | Groupama-FDJ             | + 32' 33"                |

| Klasyfikacja młodzieżowa | Klasyfikacja młodzieżowa | Klasyfikacja młodzieżowa | Klasyfikacja młodzieżowa | Klasyfikacja młodzieżowa |
| Kolarz                   | Kolarz                   | Państwo                  | Drużyna                  | Czas                     |
| ------------------------ | ------------------------ | ------------------------ | ------------------------ | ------------------------ |
| 1.                       | Brandon McNulty          | Stany Zjednoczone        | UAE Team Emirates        | 24h 47' 02"              |
| 2.                       | Felix Gall               | Austria                  | AG2R Citroën Team        | + 12"                    |
| 3.                       | Mauro Schmid             | Szwajcaria               | Soudal Quick-Step        | + 58"                    |
| 4.                       | Attila Valter            | Węgry                    | Jumbo-Visma              | + 1' 35"                 |
| 5.                       | Mattias Skjelmose        | Dania                    | Trek-Segafredo           | + 3' 05"                 |
| 6.                       | Andreas Leknessund       | Norwegia                 | Team DSM                 | + 6' 06"                 |
| 7.                       | Igor Arrieta             | Hiszpania                | Equipo Kern Pharma       | + 6' 20"                 |
| 8.                       | Marc Hirschi             | Szwajcaria               | UAE Team Emirates        | + 14' 42"                |
| 9.                       | Laurens Huys             | Belgia                   | Intermarché-Circus-Wanty | + 18' 04"                |
| 10.                      | Romain Grégoire          | Francja                  | Groupama-FDJ             | + 32' 33"                |

| Klasyfikacja drużynowa | Klasyfikacja drużynowa | Klasyfikacja drużynowa | Klasyfikacja drużynowa |
| Drużyna                | Drużyna                | Państwo                | Czas                   |
| ---------------------- | ---------------------- | ---------------------- | ---------------------- |
| 1.                     | Soudal Quick-Step      | Belgia                 | 74h 24' 59"            |
| 2.                     | Jumbo-Visma            | Holandia               | + 3' 29"               |
| 3.                     | Movistar Team          | Hiszpania              | + 5' 58"               |
| 4.                     | Bora-Hansgrohe         | Niemcy                 | + 14' 43"              |
| 5.                     | EF Education-EasyPost  | Stany Zjednoczone      | + 15' 19"              |
| 6.                     | Arkéa-Samsic           | Francja                | + 17' 21"              |
| 7.                     | Team Jayco AlUla       | Australia              | + 20' 16"              |
| 8.                     | Trek-Segafredo         | Stany Zjednoczone      | + 20' 37"              |
| 9.                     | Groupama-FDJ           | Francja                | + 21' 52"              |
| 10.                    | Cofidis                | Francja                | + 32' 46"              |

| Klasyfikacja drużynowa | Klasyfikacja drużynowa | Klasyfikacja drużynowa | Klasyfikacja drużynowa |
| Drużyna                | Drużyna                | Państwo                | Czas                   |
| ---------------------- | ---------------------- | ---------------------- | ---------------------- |
| 1.                     | Soudal Quick-Step      | Belgia                 | 74h 24' 59"            |
| 2.                     | Jumbo-Visma            | Holandia               | + 3' 29"               |
| 3.                     | Movistar Team          | Hiszpania              | + 5' 58"               |
| 4.                     | Bora-Hansgrohe         | Niemcy                 | + 14' 43"              |
| 5.                     | EF Education-EasyPost  | Stany Zjednoczone      | + 15' 19"              |
| 6.                     | Arkéa-Samsic           | Francja                | + 17' 21"              |
| 7.                     | Team Jayco AlUla       | Australia              | + 20' 16"              |
| 8.                     | Trek-Segafredo         | Stany Zjednoczone      | + 20' 37"              |
| 9.                     | Groupama-FDJ           | Francja                | + 21' 52"              |
| 10.                    | Cofidis                | Francja                | + 32' 46"              |

### Liderzy klasyfikacji
| Etap   |          | Pierwsze miejsce _ | Klasyfikacja generalna | Punktowa         | Górska          | Młodzieżowa       | Najaktywniejszych | Drużynowa         |
| ------ | -------- | ------------------ | ---------------------- | ---------------- | --------------- | ----------------- | ----------------- | ----------------- |
| 1      | górzysty | Ethan Hayter       | Ethan Hayter           | Ethan Hayter     | Jon Barrenetxea | Ethan Hayter      | Txomin Juaristi   | Ineos Grenadiers  |
| 2      | górski   | Ide Schelling      | Ide Schelling          | Alex Aranburu    | Jon Barrenetxea | Ide Schelling     | Javier Romo       | Movistar Team     |
| 3      | górzysty | Jonas Vingegaard   | Jonas Vingegaard       | Alex Aranburu    | Jon Barrenetxea | Mattias Skjelmose | Rémi Cavagna      | Movistar Team     |
| 4      | górzysty | Jonas Vingegaard   | Jonas Vingegaard       | Jonas Vingegaard | Jon Barrenetxea | Mattias Skjelmose | Jon Barrenetxea   | Movistar Team     |
| 5      | górski   | Sergio Higuita     | Jonas Vingegaard       | Jonas Vingegaard | Jon Barrenetxea | Mattias Skjelmose | Mattia Cattaneo   | Soudal Quick-Step |
| 6      | górski   | Jonas Vingegaard   | Jonas Vingegaard       | Jonas Vingegaard | Jon Barrenetxea | Brandon McNulty   | Mikel Landa       | Soudal Quick-Step |
| Koniec | Koniec   |                    | Jonas Vingegaard       | Jonas Vingegaard | Jon Barrenetxea | Brandon McNulty   | brak danych       | Soudal Quick-Step |